# 잃어버린 욕망
"잃어버린 욕망"은 1994년에 개봉한 대한민국의 영화이다.

## 캐스팅
- 마주행
- 소비아
- 장윤정
- 이강조
- 나갑성
- 신찬일
- 유일문